# Lebo M
Lebohang Lebo M Morake, professionellt känd som Lebo M är en sydafrikansk kompositör mest känd för att ha arrangerat och framfört musiken till filmen Lejonkungen och efterföljande filmer. Han hyrdes först in av Disney för att komponera filmens soundtrack (efter en rekommendation av Hans Zimmer). Han fick sedan även uppdraget att sätta ihop och leda den afrikanska kör som sjunger i filmen. Hans röst är den första som hörs i filmen när han framför en kort recitativ sång som blivit synonym med filmen. Lebo M har även släppt en skiva med musik inspirerad av Lejonkungen, kallad Rhythm of the Pride Lands.

## Biografi
Lebo M föddes den 20 maj 1964 i det då apartheid-styrda Soweto. Han påbörjade sin musikaliska karriär vid nio års ålder och uppträdde bland annat på nattklubbar i ung ålder. Han landsförvisades från Sydafrika 1979 och fick visum i USA där han skaffade sig en del kontakter i den amerikanska musikbranschen. Bland annat bekantade han sig med Hans Zimmer och Jay Rifkin när de tillsammans gjorde musiken till filmen The Power of One. Han återvände till Sydafrika 1991 och bor nu med sin familj både i Johannesburg och i Los Angeles.

## Filmografi
Lebo M har komponerat, producerat och framfört musik till följande filmer:
- Back on the Block
- Born to Be Wild
- Congo
- Dinosaurier
- Lejonkungen
- Lejonkungen (musikal)
- Lejonkungen II - Simbas skatt
- Lejonkungen 3 - Hakuna Matata
- Listen Up: The Life of Quincy Jones
- Long Night's Journey into Day
- Made in America
- Outbreak – i farozonen
- The Power of One
- Purpurfärgen
- Tears of the Sun